# Хвойницькі пагорби
Хвойницькі пагорби (Chvojnická pahorkatina) — геоморфологічна підодиниця Загорської низовини. Найвища гора — Замчисько (434 м.). Місце розташування — Трнавський край і Братиславський край Словаччини і Південноморавський край Чехії.
Протікають річка Стара Миява і Обрадзновський потік.